# Aleksey Khlobystov
Aleksey Stepanovich Khlobystov (em russo: Алексей Степанович Хлобыстов; 23 de fevereiro de 1918 – 13 de dezembro de 1943) foi um piloto de caça soviético e ás da aviação que foi creditado com três ataques aéreos de abalroamento; ele continua a ser a única pessoa a ter executado dois abalroamentos num voo. Foi morto em combate em dezembro de 1943; explicações possíveis variam de uma colisão no ar a uma última defesa envolvendo um ataque "taran de fogo" - isto é, lançar uma aeronave danificada contra um alvo no solo.

## Início de vida
Khlobystov nasceu em 23 de fevereiro de 1918 numa família de camponeses russos na vila de Zakharovo, no Governo de Ryazan, durante a Guerra Civil Russa. Ele completou sete anos de ensino secundário e mudou-se para Moscovo com a sua irmã em 1934, após a morte do seu pai. Além de treinar no aeroclube de Ukhtomsky, ele estudou para se tornar eletricista até se juntar ao Exército Vermelho em 1939.

## Carreira militar
Depois de ingressar no exército em 1939, ele formou-se na 1ª Escola de Voo Militar Kachin e foi assignado para o 20º Regimento de Aviação de Caça, onde participou em combate pela primeira vez no dia em que os alemães invadiram a União Soviética. Mais tarde, ele foi transferido para o 153º Regimento de Aviação de Caça na frente de Leningrado, onde teria obtido a sua primeira vitória aérea ao abater um bombardeiro de mergulho Ju 87 no dia 28 de junho, apenas seis dias após a invasão da União Soviética, enquanto pilotava um Polikarpov I-153. Quando o 153º Regimento de Aviação de Caça foi transferido para a frente de Volkov e retreinado para pilotar aeronaves MiG-3, nas quais ele não obteve nenhuma vitória aérea. Mais tarde, Khlobystov foi transferido para o 147º Regimento de Aviação de Caça na Frente da Carélia, perto de Murmansk, e aprendeu a pilotar o Curtiss P-40 Warhawk, no qual obteve a maioria das suas vitórias. Em 8 de abril de 1942, ele realizou os seus dois primeiros abalroamentos aéreos sobre Restikent; naquele combate, ele fez parte de um grupo de caças soviéticos que conseguiram repelir 28 aeronaves alemãs. Quando as aeronaves alemãs aproximaram-se, foram recebidas por seis caças soviéticos, mas depois mais oito caças soviéticos chegaram após pedidos de reforços. Depois de abater um avião, ele abalroou duas aeronaves alemãs, primeiro um Bf 110 e depois um Bf 109; apesar de bater a asa direita do seu avião contra ambas as aeronaves, ele conseguiu pousar com segurança o seu P-40 bastante danificado após o incidente. Naquela época, ele havia conduzido 266 missões de combate e foi nomeado para o título de Herói da União Soviética. Ele logo foi promovido ao posto de capitão e feito comandante de esquadrão.
Às vezes, ele é creditado com um terceiro abalroamento aéreo em 14 de maio de 1942, depois do seu avião ter sido atingido por fogo antiaéreo; se ele cometeu ou não um abalroamento naquele dia é contestado, mas sabe-se que ele foi forçado a saltar de paraquedas do seu avião acidentado após sofrer ferimentos graves na perna causados pelo fogo antiaéreo, além de sofrer falha no motor. Enquanto se recuperava no hospital dos ferimentos sofridos naquele combate, ele recebeu o título de Herói da União Soviética e a medalha de estrela de ouro. Após meses de recuperação dos ferimentos, ele retornou à frente de guerra como parte do 20º Regimento de Aviação de Caça dos Guardas.
Enquanto servia como comandante de esquadrão numa missão de reconhecimento em 13 de dezembro de 1943, o seu avião caiu a trinta quilómetros da cidade de Zaozyorsk. As estimativas da sua contagem final variam de 6 individuais mais 18 compartilhados a 7 individuais e 24 compartilhados. Apesar da descoberta do local do acidente e dos restos mortais de Khlobystov em 2009, as circunstâncias exatas da sua morte permanecem obscuras. Embora seja considerado possível que Khlobystov tenha tentado um abalroamento final e tentado direcionar o seu avião danificado para um alvo no solo após ser atingido por fogo antiaéreo, os registos de um interrogatório de um prisioneiro de guerra alemão indicaram que o seu ala Aleksander Kolegaev pode ter colidido acidentalmente com o avião de Khlobystov.